# Hans Sabel
Hans Sabel (* 27. Oktober 1912 in Bedburg; † 10. Mai 2003 in Schweich) war ein deutscher Komponist.

## Leben
Hans Sabel stammte aus einer Familie mit langer kirchenmusikalischer Tradition, sein Vater Heinrich Sabel war Organist, die Mutter Maria, geb. Böckeler, war Nichte von Heinrich Böckeler, dem Gründer der kirchenmusikalischen Ausbildungsstätte St. Gregoriushaus in Aachen und seine Tante war die bekannte Hildegardisforscherin Maura Böckeler OSB. Sabel absolvierte nach dem Abitur zunächst ein Studium der Kirchen- und Schulmusik an der Universität Köln. Er führte weitere Studien der Musikwissenschaften, Pädagogik sowie Germanistik in Köln und Wien durch und promovierte 1939 zum Doktor. Zum 1. September 1940 trat er der NSDAP bei.
Nach seinem Kriegsdienst war er ab 1947 Studienrat für Musik und Deutsch in Bonn und Bad Godesberg. 1953 folgte Hans Sabel einem Ruf als Dozent an die Pädagogische Akademie nach Trier. Die Pädagogische Akademie wurde als Nachfolgeinstitut 1960 die Pädagogische Hochschule Trier. Hier wurde er 1962 zum Professor für Musik und Didaktik des Musikunterrichtes ernannt. Von 1965 bis 1967 war er dort als Rektor tätig und übernahm nach deren Auflösung 1969 eine Lehrtätigkeit an der Erziehungswissenschaftlichen-Hochschule Koblenz, bis zu seiner Emeritierung 1978.

## Wirken
Das kompositorische Schaffen Sabels ist sowohl geprägt von seiner starken kirchenmusikalischen Bindung, als auch von seiner Tätigkeit als Hochschullehrer für Musikpädagogik. Es war ihm immer ein Anliegen, auch für Laien aufführbare Werke zu schaffen bzw. die Kirchengemeinde im durchkomponierten Gottesdienst musikalisch so zu beteiligen, dass diese in hohem Maß an der musikalisch-künstlerischen Gestaltung mitwirken konnte. Hier schuf er einige bedeutsame Werke, zum Teil als Auftragskompositionen für die Zentralgottesdienste deutscher Katholikentage (z. B. Preiset den Herrn 1966) oder auch seine Werke im Zusammenhang mit den Wallfahrten zum „Heiligen Rock“ in Trier. Besonders hervorzuheben ist hier die „Trierer Marienvesper“.
Darüber hinaus entstanden Motetten und Messen für zahlreiche Anlässe, ein „Deutsches Te Deum“, die „Tholeyer Johannespassion“ oder auch die „Trierer Liedmesse zu Weihnachten“. Mehrere Chor- und  Orgel-Messen, Proprien mit Blechbläsern (alternativ Orgel), Messen für Chor a.c., viele davon unter Beteiligung der Gemeinde und/oder verschiedener Instrumente finden sich in seinem Werk. Für die Arbeit in Schulen schrieb er zahllose 2-4-stimmige weltliche und auch geistliche Chorliedsätze für fast jeden Anlass.
In seiner frühen Zeit entstanden Bühnenwerke wie das  „Kölner Mysterienspiel“ und  die Jugendopern: „Till Eulenspiegels lustige Streiche“, „Die Heinzelmännchen von Köln“ und „Max und Moritz“. Im Bereich der Instrumentalmusik finden sich unter anderem ein Streichquartett für den Kölner Erzbischof Josef Kardinal Frings, Sabels  Musik für Fagott und Klavier, ein Fagott-Quartett, Variationen über gregorianische Melodien für Orgel-Solo  und vieles andere mehr.

## Werke
- Die liturgischen Gesänge der katholischen Kirche Möseler Verlag Wolfenbüttel, 1957 – als Ergänzung: „Der Gregorianische Choral“
- So fang ich’s an – Stundenbilder für den Musikunterricht, Verlag Moritz Diesterweg, Frankfurt a. M. 1961
- Chorbuch für Volksschulen, Sabel/Träder, 1967; Verlag Moritz Diesterweg, Frankfurt a. M.
- Musikunterricht konkret, Stundenbilder für Sekundarstufe 1; Verlag Moritz Diesterweg, Frankfurt a. M., 1976
- Nordische Volkslieder, für ein- bis vierstimmigen Chor und Instrumente in Sätzen; Stammausgabe; Verlag Moritz Diesterweg, Frankfurt a. M., 1970